# Sassenage
Sassenage – miejscowość i gmina we Francji, w regionie Owernia-Rodan-Alpy, w departamencie Isère.
Według danych na rok 1999 gminę zamieszkiwało 9735 osób, a gęstość zaludnienia wynosiła 731 osób/km² (wśród 2880 gmin regionu Rodan-Alpy Sassenage plasuje się na 71. miejscu pod względem liczby ludności, natomiast pod względem powierzchni na miejscu 887.).
Przez gminę przepływa rzeka Isère. 